# استكشاف عطارد

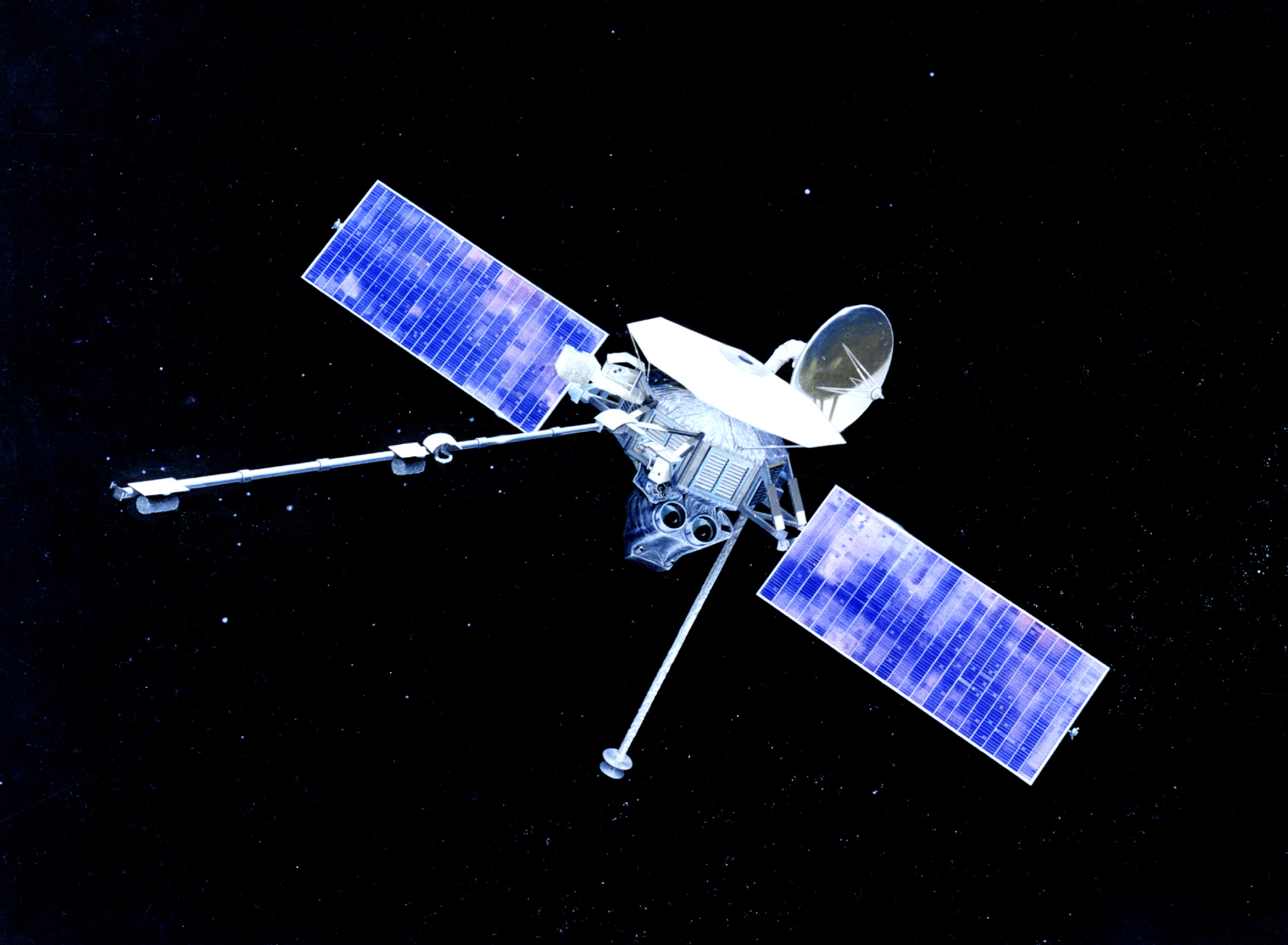
أول مسبار قام بزيارة الكوكب الأعمق كان "مارينر 10".

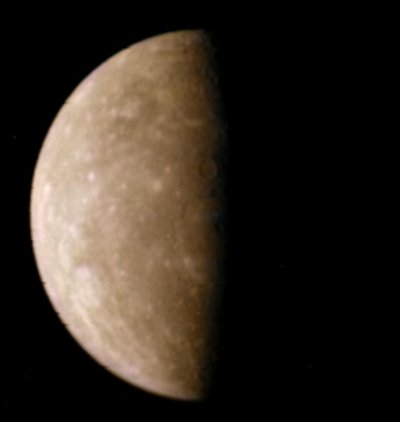
منظر لعطارد من مارينر 10 في مارس 1975.

لعب استكشاف عطارد دورًا بسيطًا في المصالح الفضائية للعالم. إنه الكوكب الداخلي الأقل استكشافًا. اعتبارًا من عام 2015، كانت مهمتا مارينر 10 و ماسنجر هما المهمتان الوحيدتان اللتان قامتا بمراقبة دقيقة لعطارد. قام ماسنجر بثلاثة تحليقات بالقرب من الكوكب قبل دخوله مدار عطارد. المهمة الثالثة إلى عطارد، بيبيكولومبو، وهي مهمة مشتركة بين وكالة استكشاف الفضاء اليابانية (JAXA) ووكالة الفضاء الأوروبية، ستتضمن مسبارين. يخطط لمسنجر وبيبيكولومبو جمع البيانات التكميلية لمساعدة العلماء على فهم العديد من الألغاز التي اكتشفتها عملية تحليق مارينر 10.
مقارنة بالكواكب الأخرى، من الصعب استكشاف عطارد. السرعة المطلوبة للوصول إليه مرتفعة نسبياً، وبسبب قربه من الشمس، فإن المدارات المحيطة به غير مستقرة إلى حد ما. كان ماسنجر أول مسبار يدور حول عطارد.

## الاهتمام بعطارد
لم يكن عطارد محور التركيز الأساسي للعديد من البرامج الفضائية. نظرًا لأن الكوكب قريب جدًا من الشمس ويدور على محوره ببطء شديد، فإن درجة حرارة سطحه تتراوح من 427 °م (801 °ف) إلى −173 °م (−279 °ف). الاهتمام الحالي في عطارد مشتق من الملاحظات غير المتوقعة لـ مارينر10 . قبل مارينر 10، اعتقد علماء الفلك أن الكوكب يدور ببساطة حول الشمس في مدار إهليلجي للغاية. وقد تم رصد الكوكب من خلال التلسكوبات الأرضية، وقدم مارينر 10 بيانات توضح أو تتناقض مع العديد من استنتاجاتها.
سبب آخر لاستهداف عدد قليل جدًا من المهمات عطارد هو أنه من الصعب للغاية الحصول على مدار قمر صناعي حول الكوكب بسبب قربه من الشمس، مما يتسبب في جذب حقل الجاذبية للشمس لأي قمر صناعي يتم تعيينه في مدار عطارد . يميل مدار الكوكب إلى الكسوف بمقدار 7 درجات، وتتراوح سرعته المدارية من 24.25 ميل في الثانية (39.03 كم/ث) في الأوج إلى حوالي 30 ميل في الثانية (48 كم/ث) في الحضيض. ستكون مركبة فضائية أسرع، لأنها تتسارع مع اقترابها من سحب الجاذبية الأكبر للشمس، لكن يجب أن تبطئ من أجل إدخالها في المدار، لذلك يستلزم ذلك متطلبات وقود كبيرة. هذا يختلف عن الكواكب الكبري وراء مدار الأرض حيث يعمل القمر الصناعي ضد شد الشمس. لذلك، يتطلب الوصول إلى مدار حول عطارد صواريخ باهظة الثمن بشكل خاص. يشكل افتقار عطارد إلى الغلاف الجوي مزيدًا من التحديات لأنه يمنع الفرامل الهوائية . وبالتالي فإن مهمة الهبوط لديها متطلبات وقود أكثر تطلبًا.

### المهمات السابقة

#### مارينر 10
كان مارينر 10 مسبارًا لوكالة ناسا كان هدفه الأساسي مراقبة الغلاف الجوي والسطح والسمات الفيزيائية لعطارد والزهرة . لقد كانت مهمة منخفضة التكلفة أكملت تحت مزانية $ 98 مليون. تم إطلاق مارينر10 في الساعة 12:45 صباحًا بتوقيت شرق الولايات المتحدة في 3 نوفمبر 1973 من كيب كانافيرال . نظرًا لأن عطارد قريب جدًا من الشمس، فقد كان من الصعب جدًا تضمين مدار حول عطارد في الطريق حتى يدور مارينر 10 حول الشمس. من أجل الوصول إلى وجهته، تم تسريع القمر الصناعي مع مجال الجاذبية في كوكب الزهرة. ثم انتقل بالقرب من عطارد في 29 مارس 1974 ، أثناء توجهه باتجاه الشمس. كانت هذه أول ملاحظة عن عطارد من مسافة قريبة. بعد اللقاء، كان مارينر 10 في مدار حول الشمس، بحيث يكون لكل دورة يدورها المسبار حول الشمس يدور عطارد دورتين، وستكون المركبة الفضائية والكوكب قادرين على اللقاء مرة أخرى. هذا سمح للمسبار بالمرور بجانب عطارد مرتين إضافيتين قبل إتمام المهمة ؛ تمت هذه اللقاءات في 21 سبتمبر 1974 و 16 مارس 1975. ومع ذلك، نظرًا لأن الجانب نفسه من عطارد قد أضاء خلال كل من التحليقات بالقرب من الكوكب، في نهاية المهمة، كان مارينر10 قد صور فقط 45٪ من سطحه. انتهت المهمة عندما نفد غاز التحكم بالوضعية للمسبار في 24 مارس 1975. نظرًا لأن المركبة الفضائية لم تعد قابلة للتحكم بدون محركاتها لدفع غاز النيتروجين، فقد تم إرسال أمر إلى المسبار لإغلاق جهاز إرساله.
جمعت الملاحظات عن قرب مجموعتين مهمتين من البيانات. اكتشف المسبار المجال المغناطيسي لعطارد، والذي يشبه إلى حد كبير الأرض. كانت هذه مفاجأة للعلماء، لأن عطارد يدور ببطء شديد على محوره. ثانياً، تم توفير البيانات المرئية، والتي أظهرت ارتفاع عدد الحفر على سطح الكوكب. كما سمحت البيانات المرئية للعلماء بتحديد أن عطارد «لم يشهد تعديلًا قاسيًا كبيرًا». يضاف هذا أيضًا إلى سر المجال المغناطيسي، حيث كان يُعتقد سابقًا أن الحقول المغناطيسية ناتجة عن تأثير دينامو منصهر، لكن نظرًا لوجود تعديل قشري قليل، فقد قوضت هذا الفكرة. كما سمحت البيانات المرئية للعلماء بالتحقيق في تكوين الكوكب وعمره.

#### ماسنجر

الرسوم المتحركة من مسار ماسنجر ' حول عطارد من 15 مارس 2011 إلى 30 ديسمبر 2014
ماسنجر (مسبار فضائي) •
عطارد

كان ماسنجر مسبار مداري من ناسا لعطارد. يرمز ماسنجر إلى «سطح عطارد والبيئة الفضائية والكيمياء الجغرافية والتراوح» . تم إطلاقه من كيب كانافيرال في 3 أغسطس 2004 ، بعد تأخير لمدة يوم واحد بسبب سوء الاحوال الجوية. استغرق الأمر المسبار حوالي ست سنوات ونصف قبل أن يدخل المدار حول عطارد. من أجل تصحيح سرعة القمر الصناعي، قامت بالعديد من التحليقات القريبة بمقلاعات الجاذبية من الأرض والزهرة وعطارد. مرت بالأرض في فبراير 2005 ثم كوكب الزهرة في أكتوبر 2006  وفي أكتوبر 2007. علاوة على ذلك، حقق المسبار ثلاث تقريبات من عطارد، واحدة في يناير 2008 ، واحدة في أكتوبر 2008 وواحدة في سبتمبر 2009 ، قبل دخولها في المدار في عام 2011. خلال هذه التحليقات القريبة من عطارد، تم جمع بيانات كافية لإنتاج صور لأكثر من 95 ٪ من سطحه.
استخدم ماسنجر نظام كيميائي ثنائي الدفع للوصول إلى عطارد وتحقيق المدار. تم إجراء عملية الإدراج المداري المخطط لها لماسنجر بنجاح في 18 مارس 2011. كان من المقرر أن تنتهي المهمة في وقت ما في عام 2012 ، عندما تم تقدير أنه لن يكون هناك ما يكفي من الوقود للحفاظ على مدار المسبار. تم الانتهاء من المهمة الأساسية في 17 مارس 2012 ، حيث جمع ما يقرب من 100,000 صورة. حقق ماسنجر رسم الخرائط بنسبة 100 ٪ من عطارد في 6 مارس 2013 ، وأنجز أول مهمة ممتدة لمدة عام في 17 مارس 2013. استمر المسبار في جمع البيانات العلمية حتى 30 أبريل 2015 ، عندما كان المدار تحت الانهيار، سُمح بالتحطم على سطح عطارد.
تم تصميم مهمة ماسنجر لدراسة خصائص وبيئة عطارد من المدار. على وجه التحديد، فإن الأهداف العلمية للمهمة هي:
- وصف التركيب الكيميائي لسطح عطارد.
- دراسة التاريخ الجيولوجي.
- توضيح طبيعة المجال المغناطيسي لعطارد ( الغلاف المغناطيسي ).
- تحديد حجم وحالة نواته .
- تحديد الجرود المتقلبة في القطبين.
- دراسة طبيعة الغلاف الخارجي لعطارد.

### المهمات الجارية

#### بيبيكولومبو
هذه المهمة إلى عطارد تتضمن قمرين صناعيين: المسبار الكوكبي لعطارد (MPO) و Mio (المسبار المغنطيسي لعطارد، MMO). لكل مسبار هدف واضح: يتمثل MPO في الحصول على صور بأطوال موجية متعددة لرسم خريطة لتكوين السطح والإكزوسفير لعطارد، بينما يقوم Mio بدراسة الغلاف المغناطيسي . تعمل وكالة الفضاء الأوروبية ووكالة استكشاف الفضاء اليابانية بالتعاون مع بيبيكولومبو وستوفر كل واحدة من المدارات. ستوفر هيئة الفضاء الأوروبية MPO ، بينما توفر هيئة الفضاء اليابانية Mio. ستحاول مهمة بيبيكولومبو جمع معلومات كافية للإجابة على هذه الأسئلة:
1. ماذا يمكن أن نتعلم من عطارد حول تكوين السديم الشمسي وتشكيل النظام الكوكبي ؟
2. لماذا تعد الكثافة الطبيعية لعطارد أعلى بكثير من جميع الكواكب الأرضية الأخرى، وكذلك القمر ؟
3. هل قلب عطارد سائل أم صلب؟
4. هل عطارد نشط اليوم من الناحية التكتونية؟
5. لماذا يمتلك هذا الكوكب الصغير مجالًا مغناطيسيًا جوهريًا، في حين أن كوكب الزهرة والمريخ والقمر لا يمتلكان أي مجال؟
6. لماذا لا تكشف الملاحظات الطيفية عن وجود أي حديد ، في حين يُفترض أن هذا العنصر هو المكون الرئيسي لعطارد؟
7. هل تحتوي الحفر المظللة بشكل دائم في المناطق القطبية على الكبريت أو جليد الماء؟
8. ما هي آليات إنتاج الإكسوسفير ؟
9. في حال عدم وجود أيونوسفير ، كيف يتفاعل المجال المغناطيسي مع الرياح الشمسية ؟
10. هل تتميز البيئة الممغنطة لعطارد بخصائص تشبه الشفق وأحزمة الإشعاع والعواصف المغناطيسية على الأرض؟
11. منذ أن تم شرح تقدم قبا لعطارد من حيث انحناء الزمكان ، هل يمكننا الاستفادة من قرب الشمس لاختبار النسبية العامة بدقة أفضل؟ [22]

مثل مارينر 10 وماسينجر ، سوف يستخدم بيبيكولومبو مساعدة الجاذبية من كوكب الزهرة والأرض. سوف يستخدم بيبيكولومبو الدفع الكهربائي الشمسي (محركات أيون) ثم تستخدم أيضًا مناورات مماثلة في القمر والزهرة وعطارد. هذه التقنيات سوف تبطئ المدارات لأنها تقترب من عطارد. من الضروري تجنب استخدام الوقود لإبطاء المسبارات وهم يقتربون من الشمس لتقليل تأثير الجاذبية الشمس.
تمت الموافقة على مهمة بيبيكولومبو في نوفمبر 2009 ،  وتم إطلاقها بنجاح في 20 أكتوبر 2018. من المقرر أن يدخل المدار حول عطارد في فبراير 2024. وبعد ذلك سوف تجمع البيانات لمدة عام واحد، أو ربما عامين.

### المهمات المقترحة

#### عطارد-بي
عطارد-بي (Меркурий-П) هي مهمة مقترحة إلى عطارد بواسطة وكالة الفضاء الروسية. حاليا تاريخ الإطلاق المتوقع هو 2031. ومن المخطط له أن يقوم بالهبوط. [بحاجة لمصدر]

### المهمات الملغاة

#### مراقب عطارد
كان مراقب عطارد اقتراحًا تم إلغاؤه في برنامج المراقب الكوكبي .

## مقارنة بينماسنجروبيبيكولومبو
تم تصميم بيبيكولومبولاستكمال نتائج ماسنجر ومجهز بمعدات قياس أكثر بكثير من ماسنجر للحصول على مجموعة أكبر من البيانات. تختلف أنماط مدار بيبيكولومبو وماسنجر بشكل كبير.
تتألف مهمة بيبيكولومبو من قمرين صناعيين تم إطلاقهما معًا: مرصد كوكب عطارد (MPO) و Mio (مسبار عطارد مغنطيسي، MMO) سوف يكون MPO في مدار دائري أقرب بكثير من عطارد. والسبب في هذا المدار هو أن MPO سيقيس تركيب السطح والفضاء الخارجي، وسيساعد المدار القريب على جودة البيانات. من ناحية أخرى، اتخذ Mio (MMO) و ماسنجر مدارات بيضاوية إلى حد كبير. هذا بسبب ثبات المدار وانخفاض كمية الوقود اللازمة للحصول على المدار والحفاظ عليه. سبب آخر لمدارات MMO و ماسنجر المختلفة هو توفير بيانات تكميلية. ستوفر بيانات المبارين المركبة قياسات أكثر دقة.

## روابط خارجية
- مارينر 10
- مسبار MESSENGER
- شيرلي، دونا ل. (أغسطس 2003). مهمة مارينر 10 إلى فينوس وميركوري. Acta Astronautica ، أغسطس 2003 ، المجلد. 53 ، العدد 4-10 ، ص 373 ، 11 ص ؛ (AN 11471527).